# Emilia-Romagna Open 2021
Emilia-Romagna Open 2021 byl společný tenisový turnaj mužského okruhu ATP Tour a ženského okruhu WTA Tour, který se odehrával na antukových dvorcích. Ženská část probíhala mezi 16. až 22. květnem 2021 v Tennis Clubu Parma. Mužská polovina na ni navázala od 22. do 29. května 2021 v Tennis Clubu President v Montechiarugolu, ležícím jihovýchodně od Parmy. Událost se konala v italské Parmě jako úvodní ročník turnaje. Do kalendáře byla zařazena po týdenním odkladu pařížského French Open ve formě přípravy na pařížský grandslam.
Mužský turnaj se řadil do kategorie ATP Tour 250 a jeho rozpočet činil 541 800 eur. Ženská událost patřila do kategorie WTA 250 a disponovala dotací 189 708 eur. Po časném vyřazení Sereny a Venus Williamsových na předcházejícím Rome Masters obdržely Američanky divokou kartu, aby na antuce získaly větší herní praxi. Turnajovou jedničkou se tak stala světová osmička Serena Williamsová a mezi muži tuto roli plní dvacátý osmý tenista žebříčku Lorenzo Sonego z Itálie. Jako poslední přímí účastníci do singlových soutěží nastoupili 92. hráč pořadí, Američan Marcos Giron, a mezi ženami 98. tenistka klasifikace, Rumunka Ana Bogdanová.
Premiérový titul na okruhu ATP Tour vyhrál 20letý Američan Sebastian Korda, jenž se poprvé posunul do elitní světové padesátky, kterou uzavíral. S otcem Petrem Kordou se v otevřené éře stali třetí dvojicí otce a syna, jejíž oba členové vyhráli singlový titul. Mužský debl ovládl italsko-argentinský pár Simone Bolelli a Máximo González, jehož členové navázali na společný triumf z Chile Open 2021. Druhý kariérní titul v ženské dvouhře získala 17letá Američanka Coco Gauffová. Ta po triumfu ve čtyřhře po boku Caty McNallyové zkompletovala jako nejmladší hráčka od roku 2004 svůj první kariérní „double“.

## Rozdělení bodů a finančních odměn

### Rozdělení bodů
| Soutěž       | vítězové | finalisté | semifinalisté | čtvrtfinalisté | 16 v kole | 32 v kole | Q  | Q2 | Q1 |
| ------------ | -------- | --------- | ------------- | -------------- | --------- | --------- | -- | -- | -- |
| dvouhra mužů | 250      | 150       | 90            | 45             | 20        | 0         | 12 | 6  | 0  |
| čtyřhra mužů | 250      | 150       | 90            | 45             | 0         | —         | —  | —  | —  |
| dvouhra žen  | 280      | 180       | 110           | 60             | 30        | 1         | 18 | 12 | 1  |
| čtyřhra žen  | 280      | 180       | 110           | 60             | 1         | —         | —  | —  | —  |

### Finanční odměny
| Soutěž                                | vítězové | finalisté | semifinalisté | čtvrtfinalisté | 16 v kole | 32 v kole | Q2      | Q1      |
| ------------------------------------- | -------- | --------- | ------------- | -------------- | --------- | --------- | ------- | ------- |
| dvouhra mužů                          | 47 080 € | 33 760 €  | 24 030 €      | 16 020 €       | 10 300 €  | 6 915 €   | 3 025 € | 1 575 € |
| dvouhra žen                           | 23 548 € | 13 224 €  | 8 145 €       | 4 677 €        | 2 963 €   | 2 157 €   | 1 575 € | 1 024 € |
| čtyřhra mužů                          | 15 570 € | 12 590 €  | 8 290 €       | 5 390 €        | 3 160 €   | —         | —       | —       |
| čtyřhra žen                           | 8 306 €  | 4 838 €   | 3 064 €       | 1 854 €        | 1 412 €   | —         | —       | —       |
| částka ve čtyřhrách je uvedena na pár |          |           |               |                |           |           |         |         |

## Dvouhra mužů

### Nasazení
| Stát                           | Hráč                 | ATP | Nasazení |
| ------------------------------ | -------------------- | --- | -------- |
| Itálie                         | Lorenzo Sonego       | 28. | 1.       |
| Francie                        | Benoît Paire         | 36. | 2.       |
| Španělsko                      | Albert Ramos-Viñolas | 39. | 3.       |
| Německo                        | Jan-Lennard Struff   | 42. | 4.       |
| Francie                        | Richard Gasquet      | 52. | 5.       |
| USA                            | Tommy Paul           | 53. | 6.       |
| Slovinsko                      | Aljaž Bedene         | 55. | 7.       |
| Japonsko                       | Jošihito Nišioka     | 60. | 8.       |
| Žebříček ATP k 17. květnu 2021 |                      |     |          |

### Jiné formy účasti
Následující hráči obdrželi divokou kartu do hlavní soutěže:
- Marco Cecchinato
- Flavio Cobolli
- Andreas Seppi

Následující hráči postoupili z kvalifikace:
- Daniel Altmaier
- Raúl Brancaccio
- Pedro Martínez
- Mikael Ymer

Následující hráč postoupil z kvalifikace jako tzv. šťastný poražený:
- Norbert Gombos

### Odhlášení
před zahájením turnaje
- Lloyd Harris → nahradil jej  Lorenzo Musetti
- John Isner → nahradil jej  Salvatore Caruso
- Cameron Norrie → nahradil jej  Marcos Giron
- Reilly Opelka → nahradil jej  Steve Johnson
- Frances Tiafoe → nahradil jej  Norbert Gombos

### Skrečování
- Benoît Paire

## Ženská dvouhra

### Nasazení
| Stát                           | Hráčka                   | WTA | Nasazení |
| ------------------------------ | ------------------------ | --- | -------- |
| USA                            | Serena Williamsová       | 8.  | 1.       |
| Chorvatsko                     | Petra Martićová          | 25. | 2.       |
| USA                            | Coco Gauffová            | 35. | 3.       |
| Rusko                          | Darja Kasatkinová        | 37. | 4.       |
| USA                            | Amanda Anisimovová       | 39. | 5.       |
| Čína                           | Wang Čchiang             | 48. | 6.       |
| Španělsko                      | Sara Sorribesová Tormová | 51. | 7.       |
| Francie                        | Caroline Garciaová       | 56. | 8.       |
| Žebříček WTA k 10. květnu 2021 |                          |     |          |

### Jiné formy účasti
Následující hráčky obdržely divokou kartu do hlavní soutěže:
- Sara Erraniová
- Giulia Gatto-Monticoneová
- Serena Williamsová
- Venus Williamsová

Následující hráčky postoupily z kvalifikace:
- Martina Di Giuseppeová
- Anna-Lena Friedsamová
- Caty McNallyová
- Paula Ormaecheaová
- Lisa Pigatová
- Anna Karolína Schmiedlová

Následující hráčka postoupila z kvalifikace jako tzv. šťastná poražená:
- Ljudmila Samsonovová

### Odhlášení
před zahájením turnaje
- Bianca Andreescuová → nahradila ji  Camila Giorgiová
- Marie Bouzková → nahradila ji  Nao Hibinová
- Alizé Cornetová → nahradila ji  Jasmine Paoliniová
- Madison Keysová → nahradila ji  Clara Tausonová
- Veronika Kuděrmetovová → nahradila ji  Ana Bogdanová
- Jessica Pegulaová → nahradila ji  Varvara Gračovová
- Alison Riskeová → nahradila ji  Ljudmila Samsonovová
- Jil Teichmannová → nahradila ji  Viktorija Golubicová
- Dajana Jastremská → nahradila ji  Misaki Doiová

## Mužská čtyřhra

### Nasazení
| Stát                                                                                    | Hráč            | Stát       | Hráč             | ATP | Nasazení |
| --------------------------------------------------------------------------------------- | --------------- | ---------- | ---------------- | --- | -------- |
| Belgie                                                                                  | Sander Gillé    | Belgie     | Joran Vliegen    | 62. | 1.       |
| Jižní Afrika                                                                            | Raven Klaasen   | Japonsko   | Ben McLachlan    | 67. | 2.       |
| Nový Zéland                                                                             | Marcus Daniell  | Rakousko   | Philipp Oswald   | 74. | 3.       |
| Salvador                                                                                | Marcelo Arévalo | Nizozemsko | Matwé Middelkoop | 78. | 4.       |
| Žebříček ATP k 17. květnu 2021; číslo je součtem žebříčkového postavení obou členů páru |                 |            |                  |     |          |

### Jiné formy účasti
Následující páry obdržely divokou kartu do čtyřhry:
- David Marrero /  David Vega Hernández
- Francesco Passaro /  Stefano Travaglia

Následující pár nastoupil do čtyřhry z pozice náhradníka:
- Artem Sitak /  Stefano Travaglia

### Odhlášení
před zahájením turnaje
- Roman Jebavý /  Jiří Veselý → nahradili je  Roman Jebavý /  Oleksandr Nedověsov
- John Peers /  Michael Venus → nahradili je  Matt Reid /  Michael Venus
- Ken Skupski /  Neal Skupski → nahradili je  Marco Cecchinato /  Andreas Seppi

### Skrečování
- Rohan Bopanna /  Pablo Cuevas

## Ženská čtyřhra

### Nasazení
| Stát                                                                        | Hráčka            | Stát             | Hráčka              | WTA | Nasazení |
| --------------------------------------------------------------------------- | ----------------- | ---------------- | ------------------- | --- | -------- |
| Chile                                                                       | Alexa Guarachiová | USA              | Desirae Krawczyková | 34. | 1.       |
| Chorvatsko                                                                  | Darija Juraková   | Slovinsko        | Andreja Klepačová   | 70. | 2.       |
| Japonsko                                                                    | Misaki Doiová     | Čínská Tchaj-pej | Sie Šu-wej          | 83. | 3.       |
| USA                                                                         | Coco Gauffová     | USA              | Caty McNallyová     | 84. | 4.       |
| Žebříček WTA k 10. květnu 2021; číslo je součtem umístění obou členek páru. |                   |                  |                     |     |          |

### Jiné formy účasti
Následující páry obdržely divokou kartu do čtyřhry:
- Nuria Brancacciová /  Lisa Pigatová
- Jessica Pieriová /  Bianca Turatiová

Následující pár nastoupil do čtyřhry pod žebříčkovou ochranou:
- Viktorija Golubicová /  Alexandra Panovová

### Odhlášení
před zahájením turnaje
- Hayley Carterová /  Luisa Stefaniová → nahradily je  Vivian Heisenová /  Wang Ja-fan
- Alla Kudrjavcevová /  Valeria Savinychová → nahradily je  Eden Silvaová /  Kimberley Zimmermannová
- Arina Rodionovová /  Anna Danilinová → nahradily je  Quinn Gleasonová /  Erin Routliffeová

## Přehled finále

### Mužská dvouhra
- Sebastian Korda vs.  Marco Cecchinato, 6–2, 6–4

### Ženská dvouhra
- Coco Gauffová vs.  Wang Čchiang, 6–1, 6–3

### Mužská čtyřhra
- Simone Bolelli /  Máximo González vs.  Oliver Marach /  Ajsám Kúreší, 6–3, 6–3

### Ženská čtyřhra
- Coco Gauffová /  Caty McNallyová vs.  Darija Juraková /  Andreja Klepačová, 6–3, 6–2